# Населення Фіджі
Населення Фіджі. Чисельність населення країни 2015 року становила 909 тис. осіб (162-ге місце у світі). Чисельність фіджійців стабільно збільшується, народжуваність 2015 року становила 19,43 ‰ (88-ме місце у світі), смертність — 6,04 ‰ (163-тє місце у світі), природний приріст — 0,67 % (149-те місце у світі) . 

## Природний рух

### Відтворення
Народжуваність на Фіджі, станом на 2015 рік, дорівнює 19,43 ‰ (88-ме місце у світі). Коефіцієнт потенційної народжуваності 2015 року становив 2,47 дитини на одну жінку (81-ше місце у світі).
Смертність на Фіджі 2015 року становила 6,04 ‰ (163-тє місце у світі).
Природний приріст населення в країні 2015 року становив 0,67 % (149-те місце у світі).

### Вікова структура

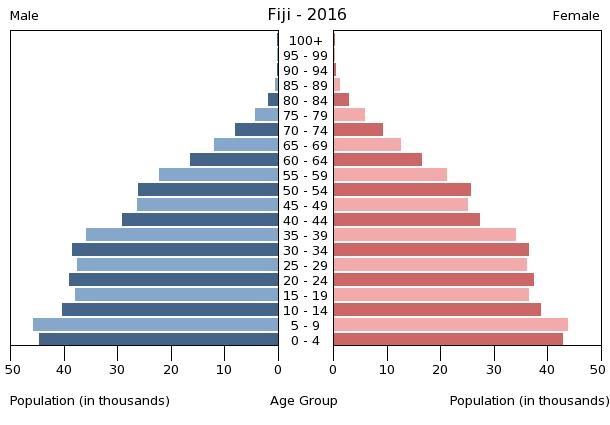
Віково-статева піраміда населення Фіджі, 2015 рік

Середній вік населення Фіджі становить 28,6 року (127-ме місце у світі): для чоловіків — 28,4, для жінок — 28,8 року. Очікувана середня тривалість життя 2015 року становила 72,43 року (141-ше місце у світі), для чоловіків — 69,79 року, для жінок — 75,2 року.
Вікова структура населення Фіджі, станом на 2015 рік, мала такий вигляд:
- діти віком до 14 років — 28,03 % (130 251 чоловік, 124 633 жінки);
- молодь віком 15—24 роки — 16,73 % (77 716 чоловіків, 74 449 жінок);
- дорослі віком 25—54 роки — 41,12 % (191 393 чоловіки, 182 571 жінка);
- особи передпохилого віку (55—64 роки) — 8,04 % (37 019 чоловіків, 36 141 жінка);
- особи похилого віку (65 років і старіші) — 6,07 % (25 386 чоловіків, 29 830 жінок)[1].

## Розселення
Густота населення країни 2015 року становила 47 осіб/км² (162-ге місце у світі).

### Урбанізація
Фіджі високоурбанізована країна. Рівень урбанізованості становить 53,7 % населення країни (станом на 2015 рік), темпи зростання частки міського населення — 1,45 % (оцінка тренду за 2010—2015 роки).
Головні міста держави: Сува (столиця) — 176,0 тис. осіб (дані за 2014 рік).

### Міграції
Річний рівень еміграції 2015 року становив 6,75 ‰ (203-тє місце у світі). Цей показник не враховує різниці між законними і незаконними мігрантами, між біженцями, трудовими мігрантами та іншими.
Фіджі є членом Міжнародної організації з міграції (IOM).

## Расово-етнічний склад
| Етнічний склад (2007 рік) | Етнічний склад (2007 рік) | Етнічний склад (2007 рік) | Етнічний склад (2007 рік) | Етнічний склад (2007 рік) |
| ------------------------- | ------------------------- | ------------------------- | ------------------------- | ------------------------- |
| Етнос:                    |                           |                           | Відсоток:                 |                           |
| фіджійці                  | фіджійці                  |                           | 56.8%                     | 56.8%                     |
| індійці                   | індійці                   |                           | 37.5%                     | 37.5%                     |
| ротуманці                 | ротуманці                 |                           | 1.2%                      | 1.2%                      |
| інші                      | інші                      |                           | 4.5%                      | 4.5%                      |

Головні етноси країни: ітаукей (згідно з законом 2010 року, корінні фіджійці, суміш меланезійців і полінезійціі) — 56,8 %, індійці — 37,5 %, ротуманці — 1,2 %, інші (європейці, китайці, полінезійці) — 4,5 % населення (оціночні дані за 2007 рік).

## Мови
| Мови Фіджі (2015 рік) | Мови Фіджі (2015 рік) | Мови Фіджі (2015 рік) | Мови Фіджі (2015 рік) | Мови Фіджі (2015 рік) |
| --------------------- | --------------------- | --------------------- | --------------------- | --------------------- |
| Мова:                 |                       |                       | Відсоток:             |                       |
| англійська            | англійська            |                       | %                     | %                     |
| фіджійська            | фіджійська            |                       | %                     | %                     |
| гіндустані            | гіндустані            |                       | %                     | %                     |

Офіційні мови: англійська і фіджійська. Інші поширені мови: гіндустані.

## Релігії
| Релігії на Фіджі (2007 рік) | Релігії на Фіджі (2007 рік) | Релігії на Фіджі (2007 рік) | Релігії на Фіджі (2007 рік) | Релігії на Фіджі (2007 рік) |
| --------------------------- | --------------------------- | --------------------------- | --------------------------- | --------------------------- |
| Віросповідання:             |                             |                             | Відсоток:                   |                             |
| протестанти                 | протестанти                 |                             | 45%                         | 45%                         |
| індуїсти                    | індуїсти                    |                             | 27.9%                       | 27.9%                       |
| християни                   | християни                   |                             | 10.4%                       | 10.4%                       |
| католики                    | католики                    |                             | 9.1%                        | 9.1%                        |
| мусульмани                  | мусульмани                  |                             | 6.3%                        | 6.3%                        |
| сикхи                       | сикхи                       |                             | 0.3%                        | 0.3%                        |
| інші                        | інші                        |                             | 0.3%                        | 0.3%                        |
| атеїсти                     | атеїсти                     |                             | 0.8%                        | 0.8%                        |

Головні релігії й вірування, які сповідує, і конфесії та церковні організації, до яких відносить себе населення країни: протестантизм — 45 % (методизм — 34,6 %, Асамблея Бога — 5,7 %, адвентизм — 3,9 %, англіканство — 0,8 %), індуїзм — 27,9 %, інші течії християнства — 10,4 %, римо-католицтво — 9,1 %, іслам — 6,3 %, сикхізм — 0,3 %, інші — 0,3 %, не сповідують жодної — 0,8 % (станом на 2007 рік).

## Освіта
Рівень письменності 2015 року становив 99 % дорослого населення (віком від 15 років): 99 % — серед чоловіків, 99 % — серед жінок.
Державні витрати на освіту становлять 3,9 % ВВП країни, станом на 2013 рік (102-ге місце у світі).

## Охорона здоров'я
Забезпеченість лікарями в країні на рівні 0,43 лікаря на 1000 мешканців (станом на 2009 рік). Забезпеченість лікарняними ліжками в стаціонарах — 2 ліжка на 1000 мешканців (станом на 2009 рік). Загальні витрати на охорону здоров'я 2014 року становили 4,5 % ВВП країни (160-те місце у світі).
Смертність немовлят до 1 року, станом на 2015 рік, становила 9,94 ‰ (138-ме місце у світі); хлопчиків — 10,97 ‰, дівчаток — 8,87 ‰. Рівень материнської смертності 2015 року становив 30 випадків на 100 тис. народжень (129-те місце у світі).
Фіджі входить до складу ряду міжнародних організацій: Міжнародного руху (ICRM) і Міжнародної федерації товариств Червоного Хреста і Червоного Півмісяця (IFRCS), Дитячого фонду ООН (UNISEF), Всесвітньої організації охорони здоров'я (WHO).

### Захворювання
Станом на серпень 2016 року в країні були зареєстровані випадки зараження вірусом Зіка через укуси комарів Aedes, переливання крові, статевим шляхом, під час вагітності.
2014 року зареєстровано 7 тис. хворих на СНІД (122-ге місце у світі), це 0,13 % населення в репродуктивному віці 15—49 років (109-те місце у світі). Смертність 2014 року від цієї хвороби становила приблизно 100 осіб (120-те місце у світі).
Частка дорослого населення з високим індексом маси тіла 2014 року становила 35,9 % (25-те місце у світі).

### Санітарія
Доступ до облаштованих джерел питної води 2015 року мало 99,5 % населення в містах і 91,2 % в сільській місцевості; загалом 95,7 % населення країни. Відсоток забезпеченості населення доступом до облаштованого водовідведення (каналізація, септик): у містах — 93,4 %, в сільській місцевості — 88,4 %, загалом по країні — 91,1 % (станом на 2015 рік). Споживання прісної води, станом на 2005 рік, дорівнює 0,08 км³ на рік, або 100,1 тонни на одного мешканця на рік: з яких 30 % припадає на побутові, 11 % — на промислові, 59 % — на сільськогосподарські потреби.

## Соціально-економічне становище
Співвідношення осіб, що в економічному плані залежать від інших, до осіб працездатного віку (15—64 роки) загалом становить 52,8 % (станом на 2015 рік): частка дітей — 43,9 %; частка осіб похилого віку — 8,9 %, або 11,2 потенційно працездатного на 1 пенсіонера. Загалом ці показники характеризують рівень потреби державної допомоги в секторах освіти, охорони здоров'я та пенсійного забезпечення, відповідно. За межею бідності 2009 року перебувало 31 % населення країни. Розподіл доходів домогосподарств у країні має такий вигляд: нижній дециль — 2,6 %, верхній дециль — 34,9 % (станом на 2009 рік).
Станом на 2012 рік, у країні 375,27 тис. осіб не має доступу до електромереж; 59 % населення має доступ, в містах цей показник дорівнює 72 %, у сільській місцевості — 45 %. Рівень проникнення інтернет-технологій середній. Станом на липень 2015 року в країні налічувалось 421 тис. унікальних інтернет-користувачів (139-те місце у світі), що становило 46,3 % загальної кількості населення країни.

### Трудові ресурси
Загальні трудові ресурси 2015 року становили 347,7 тис. осіб (162-ге місце у світі). Зайнятість економічно активного населення у господарстві країни розподіляється таким чином: аграрне, лісове і рибне господарства — 70 %; промисловість, будівництво і сфера послуг — 30 % (станом на 2001 рік). Безробіття 2014 року дорівнювало 8,8 % працездатного населення, 2013 року — 8,7 % (104-те місце у світі); серед молоді у віці 15—24 років ця частка становила 18,7 %, серед юнаків — 14,8 %, серед дівчат — 25,4 %

## Кримінал

### Торгівля людьми
Згідно зі щорічною доповіддю про торгівлю людьми (англ. Trafficking in Persons Report) Управління з моніторингу та боротьби з торгівлею людьми Державного департаменту США, уряд Фіджі докладає значних зусиль у боротьбі з явищем примусової праці, сексуальної експлуатації, незаконною торгівлею внутрішніми органами, але законодавство відповідає мінімальним вимогам американського закону 2000 року щодо захисту жертв (англ. Trafficking Victims Protection Act’s) не повною мірою, країна перебуває у списку другого рівня.

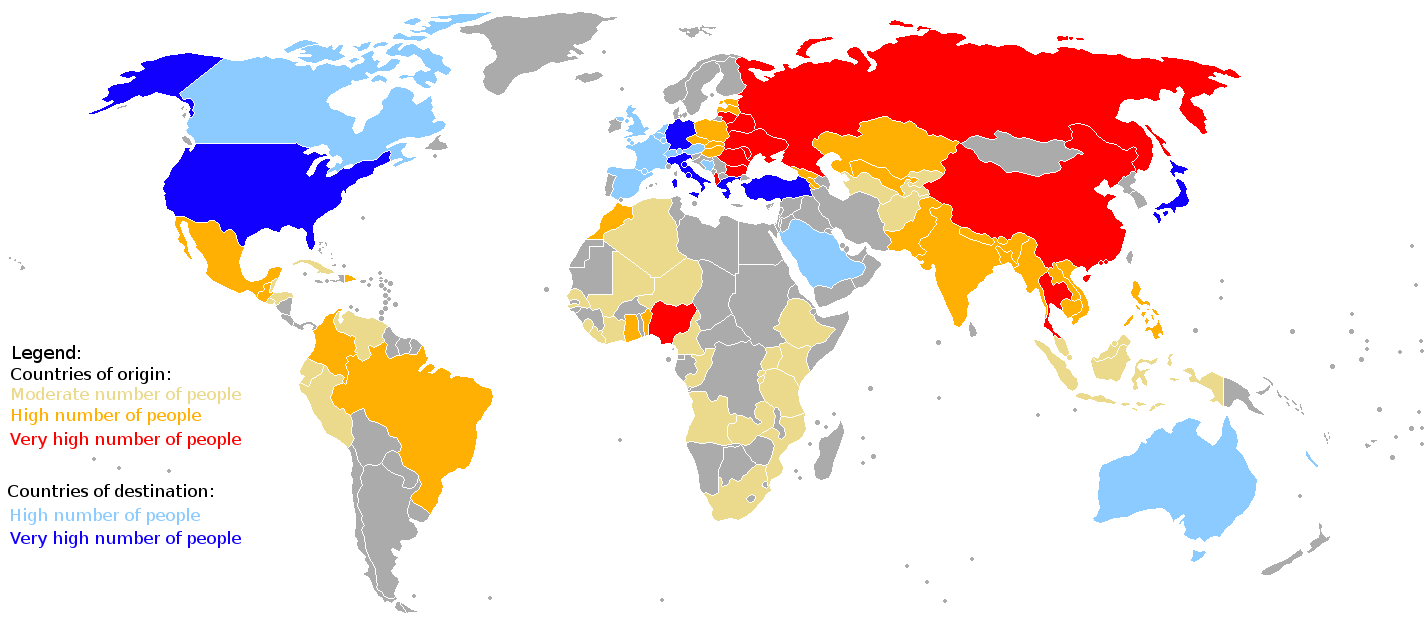
Країни-донори (червоний) і країни-реципієнти кримінальних потоків  (англ.)
Глобальна боротьба з торгівлею людьми (англ.)

## Гендерний стан
Статеве співвідношення (оцінка 2015 року):
- при народженні — 1,05 особи чоловічої статі на 1 особу жіночої;
- у віці до 14 років — 1,05 особи чоловічої статі на 1 особу жіночої;
- у віці 15—24 років — 1,04 особи чоловічої статі на 1 особу жіночої;
- у віці 25—54 років — 1,05 особи чоловічої статі на 1 особу жіночої;
- у віці 55—64 років — 1,02 особи чоловічої статі на 1 особу жіночої;
- у віці за 64 роки — 0,85 особи чоловічої статі на 1 особу жіночої;
- загалом — 1,03 особи чоловічої статі на 1 особу жіночої[1].

## Демографічні дослідження
Демографічні дослідження в країні ведуться рядом державних і наукових установ:

### Українською
- Атлас. 10—11 клас. Економічна і соціальна географія світу / упорядники :  О. Я. Скуратович, Н. І. Чанцева. — К. : ДНВП «Картографія», 2010. — ISBN 978-966-475-639-3.
- Атлас світу / голов. ред. І. С. Руденко ; зав. ред. В. В. Радченко ; відп. ред. О. В. Вакуленко. — К. : ДНВП «Картографія», 2005. — 336 с. — ISBN 9666315467.
- Безуглий В. В. Економічна і соціальна географія зарубіжних країн : Навчальний посібник. — К. : ВЦ «Академія», 2007. — 704 с. — ISBN 978-966-580-239-6.
- Безуглий В. В., Козинець С. В. Регіональна економічна і соціальна географія світу : Навчальний посібник. — видання 2-ге, доп., перероб. — К. : ВЦ «Академія», 2007. — 688 с. — ISBN 966-580-144-9.
- Головченко В. І., Кравчук О. Країнознавство: Азія, Африка, Латинська Америка, Австралія і Океанія. — К., 2006. — 335 с. — ISBN 966-8939-04-2.
- Гудзеляк І. І. Географія населення: Навчальний посібник / І. Гудзеляк. — Л. : Видавничий центр ЛНУ імені Івана Франка, 2008. — 232 с. — ISBN 978-966-613-599-8.
- Дахно І. І. Країни світу: Енциклопедичний довідник / І. І. Дахно, С. М. Тимофієв. — К. : Мапа, 2011. — 606 с. — (Бібліотека нового українця) — ISBN 978-966-8804-23-6.
- Дахно І. І. Економічна географія зарубіжних країн : навчальний посібник. — К. : Центр учбової літератури, 2014. — 319 с. — ISBN 978-611-01-0682-5.
- Джаман В. О. Регіональні системи розселення: демографічні аспекти. — Чернівці : Рута, 2003. — 392 с. — ISBN 9665685988.
- Дорошенко Л. С. Демографія: Навчальний посібник. — К. : МАУП, 2005. — 112 с. — ISBN 966-608-442-2.
- Дубович І. А. Країнознавчий словник-довідник. — 5-те вид., перероб. і доп. — К. : Знання, 2008. — 839 с. — ISBN 978-966-346-330-8.
- Економічна і соціальна географія країн світу. Навчальний посібник / За ред. Кузика С. П. — Л. : Світ, 2002. — 672 с. — ISBN 966-603-178-7.
- Загальна медична географія світу / В. О. Шевченко [та ін.] — К. : [б.в.], 1998. — 178 с.
- Книш М. М., Мамчур О. І. Регіональна економічна і соціальна географія світу (Латинська Америка та Карибські країни, Африка, Азія, Океанія) : навч. посіб. — Л. : ЛНУ ім. Івана Франка, 2013. — 368 с. — ISBN 978-617-10-0007-0.
- Крисаченко В. С. Динаміка населення: Популяційні, етнічні та глобальні виміри. — К. : Видавництво Національного інституту стратегічних досліджень, 2005. — 368 с. — ISBN 966-554-083-1.
- Любіцева О. О., Мезенцев К. В., Павлов С. В. Географія релігій. — К. : АртЕК, 1999. — 504 с. — ISBN 966-505-006-0.
- Масляк П. О. Країнознавство. — К. : Знання, 2007. — 292 с. — (Вища освіта XXI століття)
- Масляк П. О., Дахно І. І. Економічна і соціальна географія світу / П. О. Масляк, І. І. Дахно ; за ред. П. О. Масляка. — К. : Вежа, 2003. — 280 с. — ISBN 966-7091-53-8.

### Російською
- (рос.) Фиджи // Демографический энциклопедический словарь / главн. ред. Валентей Д. И. — М. : Советская энциклопедия, 1985. — 608 с.
- (рос.) Фиджи // Страны и народы. Австралия и Океания. Антарктида / Редкол. П. И. Пучков (отв. ред.) и др. — М. : «Мысль». — 301 с. — (Страны и народы) — 180 тис. прим.
- (рос.) Атлас народов мира / Отв. ред. С. И. Брук и В. С. Апенченко. — М. : ГУГК ГГК СССР и Институт этнографии им. Н. Н. Миклухо-Маклая АН СССР, 1964. — 185 с. — 20 тис. прим.
- (рос.) Численность и расселение народов мира. Этнографические очерки / под ред. С. И. Брука. — М. : Издательство АН СССР, 1962. — 487 с.
- (рос.) Лаппо Г. М. География городов: Учебное пособие для географических факультетов вузов. — М. : Туманит, изд. центр ВЛАДОС, 1997. — 476 с. — ISBN 5-691-00047-0.
- (рос.) Ягельский А. География населения. — М. : Прогресс, 1980. — 383 с.